# Andrzej (Frušić)
Andrzej, imię świeckie Janko Frušić (ur. 5 lipca 1916 w Divošu, zm. 22 marca 1986 w Sremskiej Mitrovicy) – serbski biskup prawosławny.

## Życiorys
Ukończył gimnazjum w Nowym Sadzie, a następnie wyższe studia teologiczne na Uniwersytecie Belgradzkim, gdzie uzyskał stopień doktora nauk teologicznych. Po zakończeniu studiów podjął pracę nauczyciela w gimnazjum w Nowym Sadzie, a następnie w Belgradzie.
11 lipca 1940 złożył wieczyste śluby mnisze w monasterze Bodaći, przed jego przełożonym, ihumenem Platonem. Dzień później został wyświęcony na hierodiakona, zaś 2 marca 1941 biskup Baczki Ireneusz udzielił mu święceń kapłańskich. Od 1947 do 1959 służył w belgradzkiej cerkwi Ružica. W 1949 otrzymał ponadto posadę profesora i głównego wychowawcy seminarium duchownego św. Sawy przy monasterze Rakovica. W 1948 otrzymał godność protosyngla, zaś w 1951 mianowano go archimandrytą. W 1958 otrzymał stopień naukowy profesora nadzwyczajnego.
19 czerwca 1959 otrzymał nominację na biskupa budimlańskiego, wikariusza metropolii Czarnogóry i Przymorza. Jego chirotonia biskupia odbyła się 28 czerwca tego samego roku. W związku z wakatem na metropolii Czarnogóry i Przymorza został jej administratorem. Dwa lata po wyświęceniu na biskupa został wybrany na ordynariusza eparchii banjaluckiej. Kierując tą administraturą, doprowadził do budowy znacznej liczby nowych cerkwi oraz domów parafialnych, odbudowując tym samym eparchię po zniszczeniach z czasów II wojny światowej i Niezależnego Państwa Chorwackiego. Odbudował zniszczoną przez ustaszy cerkiew Trójcy Świętej w Banja Luce.
W 1980 na własną prośbę został przeniesiony na katedrę sremską, na której pozostawał do śmierci w 1986. Został pochowany na terenie monasteru Krušedol.